# 달얀
달얀(튀르키예어: Dalyan)은 튀르키예 물라주의 지역으로, 튀르키예 남서 해안의 마르마리스와 페티예 사이에 위치한다. 행정적으로는 오르타자의 지역이다.
달얀은 튀르키예어로 고기잡는 수중보로 배스, 숭어와 도미가 바다에서 쾨이제이즈 호로 올라온다. 물고기는 그곳에서 산란하고 바다로 돌아가다가 달얀에서 잡힌다.

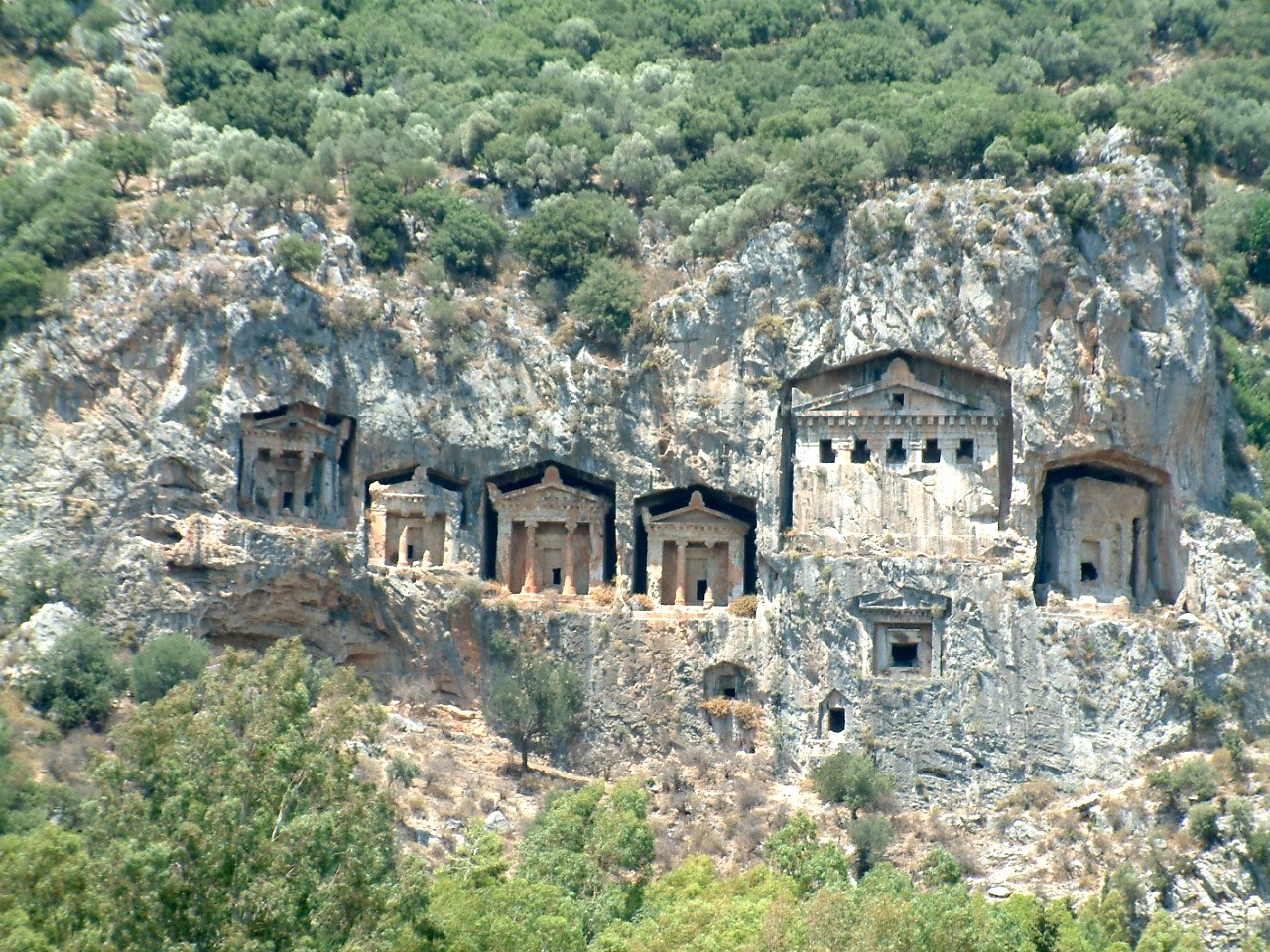
달얀의 리키아 무덤
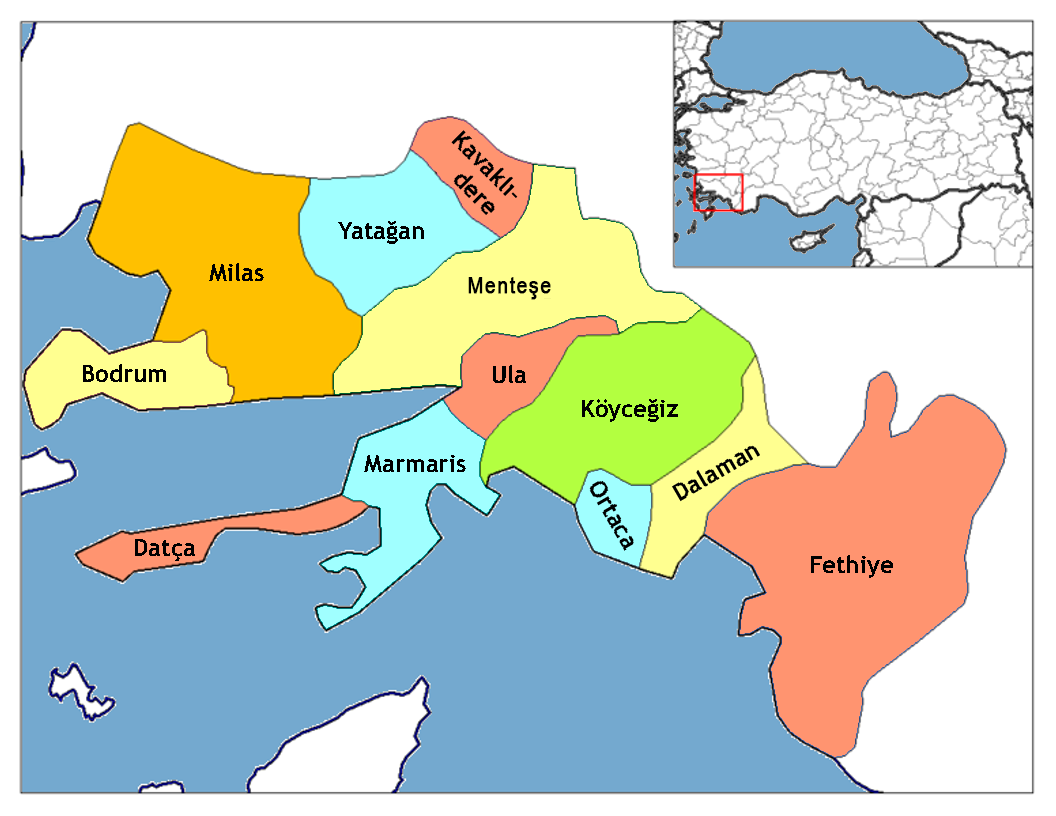
무울라 지역
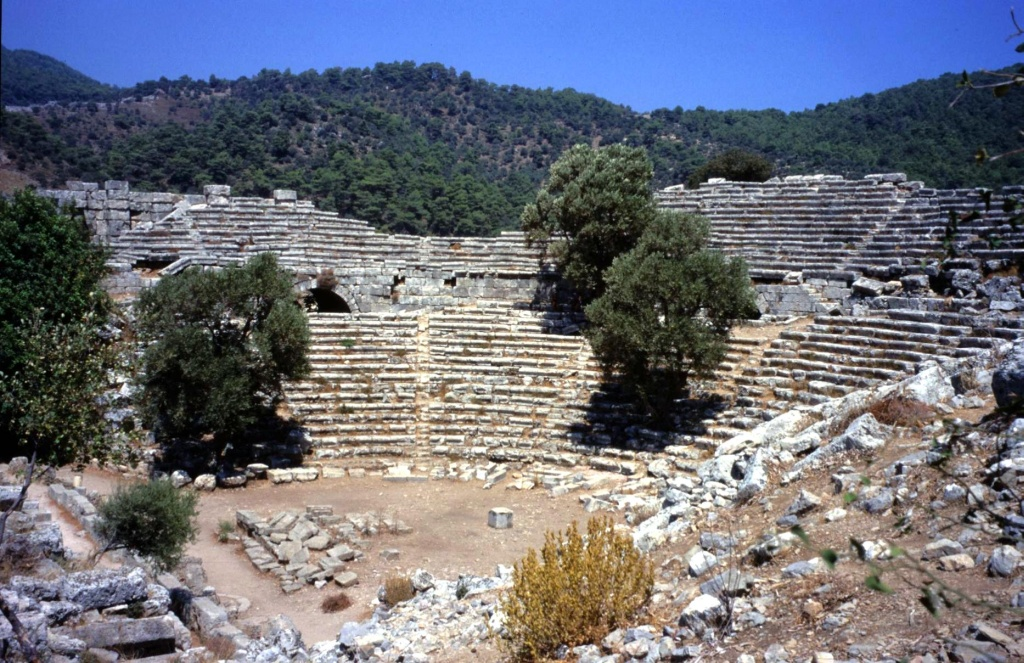
고대 카우노스극장
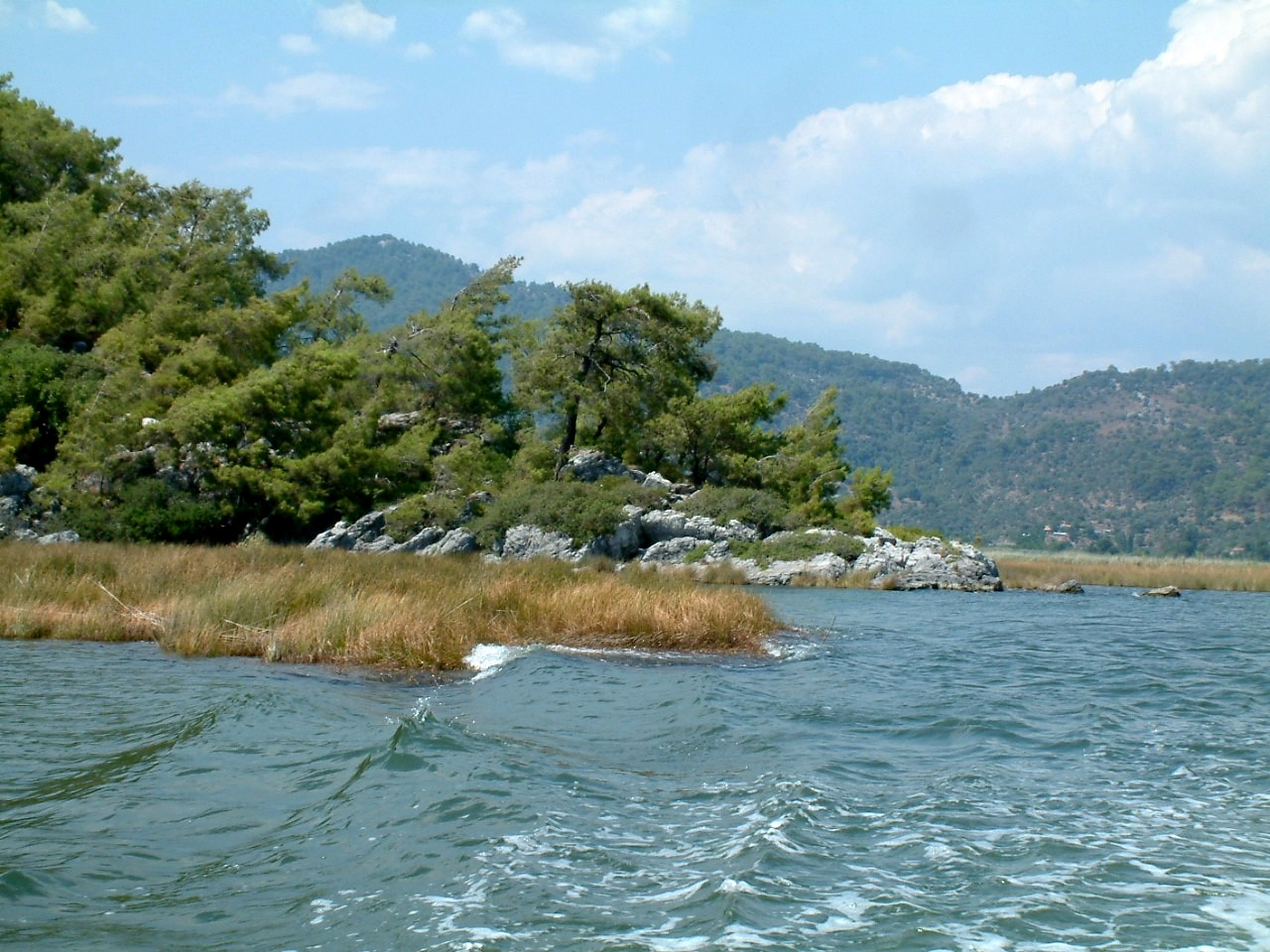
달얀 강